# Сокіл-карлик чорноногий
Сокіл-карлик чорноногий (Microhierax fringillarius) — вид хижих птахів родини соколових (Falconidae).

## Поширення
Вид поширений на півдні Таїланду і М'янми, в Малайзії, Сінгапурі, на Суматрі, Яві і Калімантані. Середовищем його проживання зазвичай є ліси та відкриті ділянки з деревами.

## Опис
Дрібний хижий птах, завдовжки 14-17 см і розмахом крил 27-34 см. У нього чорна спина, нижня частина тіла білувата і червонувата. Чорна голова і широка біла лінія за оком. Чорний хвіст з білими смугами на нижній стороні.

## Спосіб життя
Зазвичай розмножується в дуплах дерев. 3 Харчується дрібними птахами та комахами.